# Clivinema sinuatum
Clivinema sinuatum är en insektsart som beskrevs av Knight 1928. Clivinema sinuatum ingår i släktet Clivinema och familjen ängsskinnbaggar. Inga underarter finns listade i Catalogue of Life.